# 1954 en aéronautique
Chronologie de l'aéronautique
- 1950
- 1951
- 1952
- 1953
- 1954
- 1955
- 1956
- 1957
- 1958

Cet article présente les faits marquants de l'année 1954 en aéronautique.

## Événements

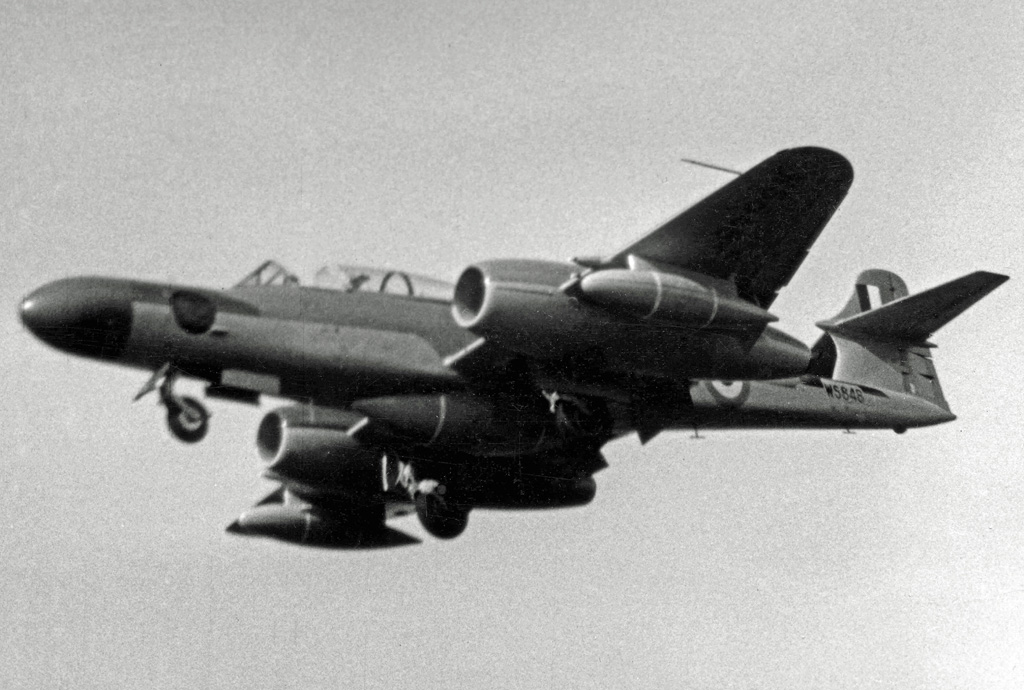
Le dernier des 100 chasseurs Gloster Meteor NF.14 assemblé dans les usines Armstrong Whitworth pour le compte de la Royal Air Force, en vol au Salon aéronautique de Farnborough de 1954.

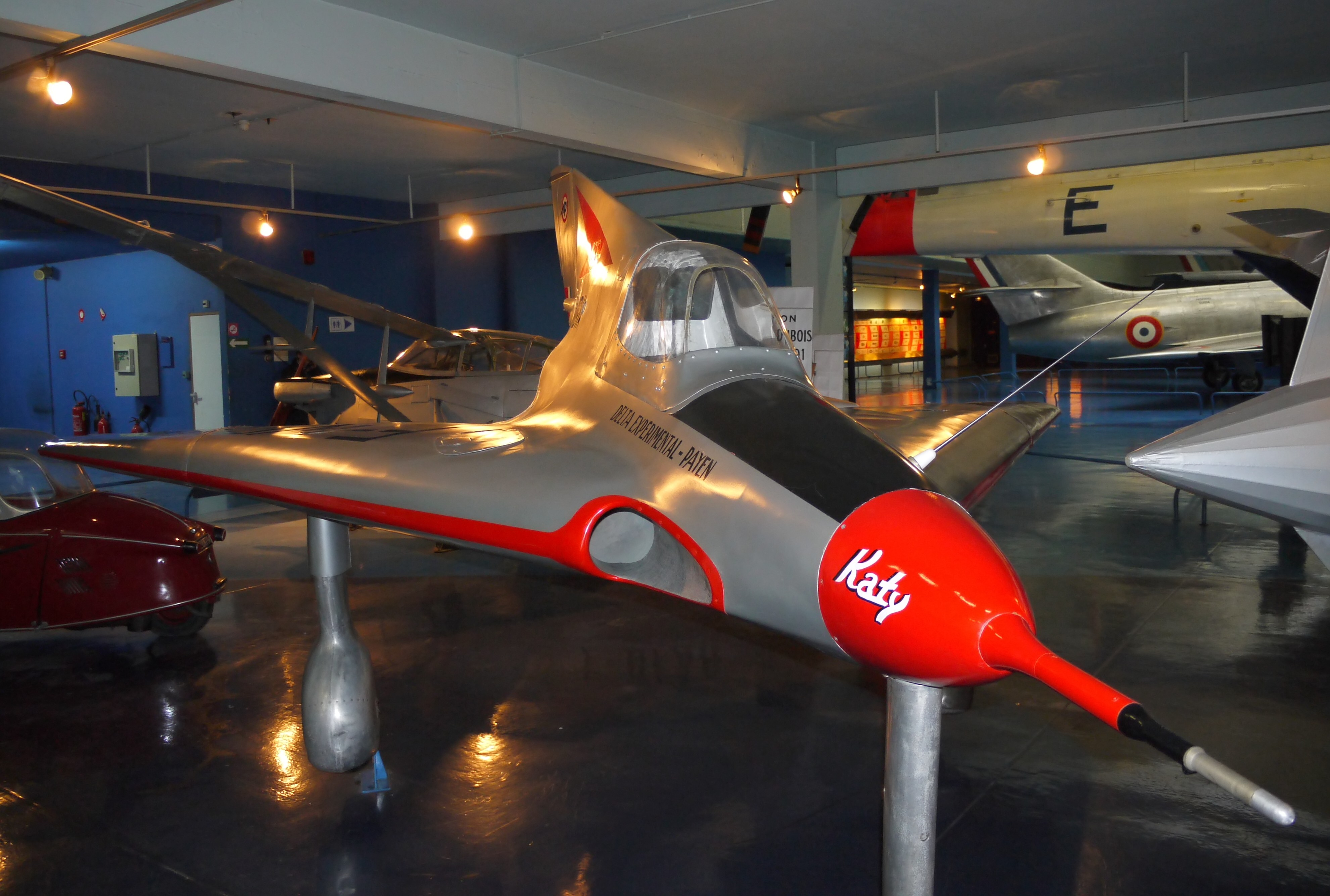
L'avion expérimental français Payen PA 49 utilisé pour la mise au point de l'aile delta sur un avion à réaction en 1954. Il est en 2009 exposé au Musée de l'Air et de l'Espace.

### Janvier
- 10 janvier : crash du Vol 781 BOAC ; un De Havilland Comet de la British Overseas Airways Corporation (BOAC) en Méditerranée ; 35 morts. Tous les Comet de la BOAC sont alors cloués au sol pour vérification[1].

### Mars
- 4 mars : premier vol de l'intercepteur américain Lockheed F-104 Starfighter.
- 19 mars : premier vol de l'Auster AOP Mk 9
- 23 mars : reprise de service pour les Comet de la BOAC.

### Avril
- 5 avril : premier vol du Brochet MB-120.
- 8 avril : nouveau crash d'un De Havilland Comet de la BOAC au large de Naples et nouvelles inspections des appareils qui révèlent des problèmes de fatigue au niveau des hublots entraînant une dépressurisation et une désintégration des appareils.
- 23 avril : inauguration de l'aéroport international de Beyrouth.

### Juin
- 4 juin : premier vol de l'avion agricole Fletcher FU-24 Utility].
- 7 juin: début des activités de Pakistan International Airlines.
- 15 juin : premier vol de l'avion expérimental français Hirsch H-100.

### Juillet

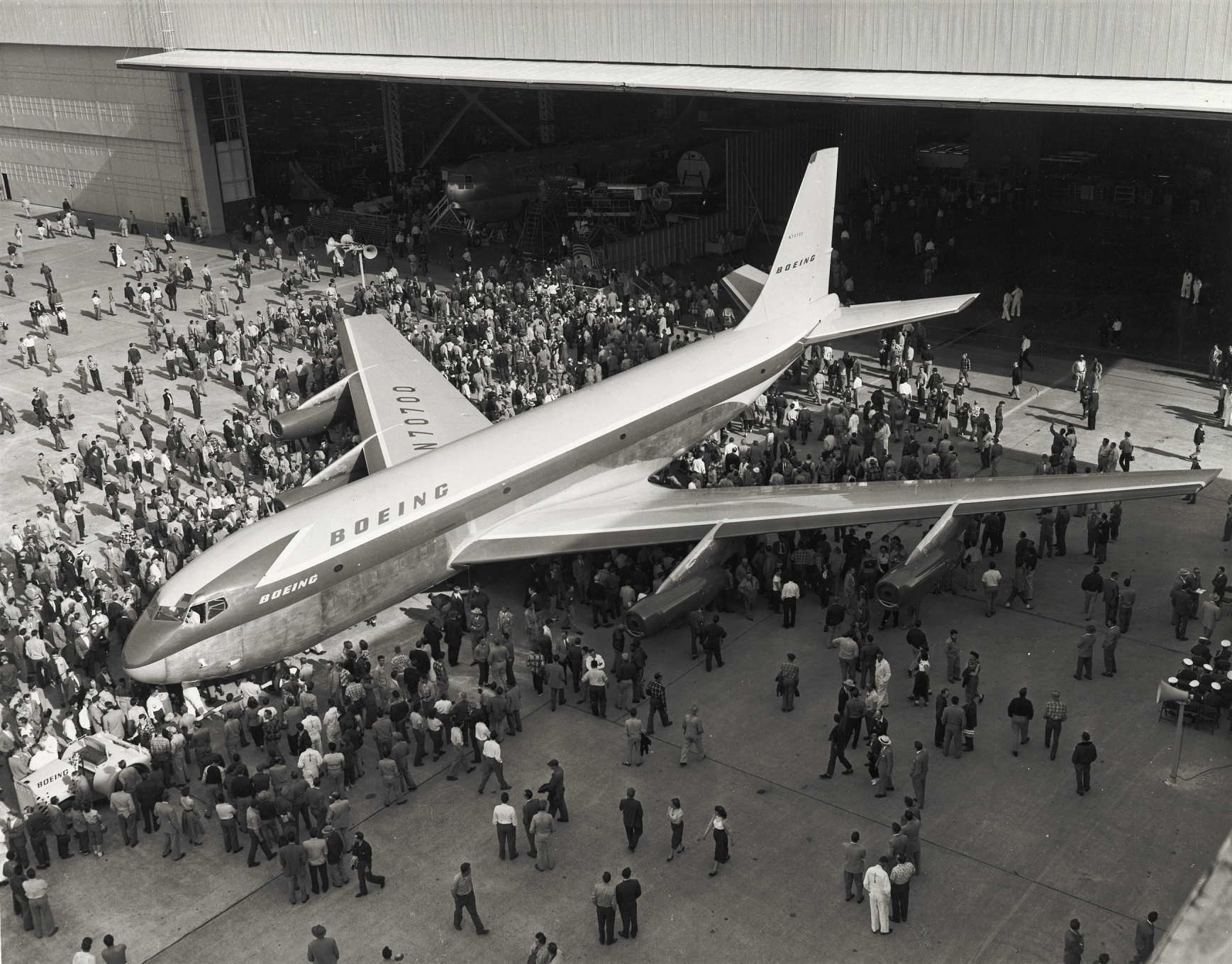
Le Boeing 367-80 à sa sortie d'usine, à Renton, le 14 mai 1954 ; il effectue son premier vol deux mois plus tard, le 15 juillet

- 1er juillet : création de la Force aérienne d'autodéfense japonaise, en accord avec les États-Unis.
- 15 juillet : premier vol du Boeing 367-80, prototype américain quadriréacteur du  Boeing 707 et le ravitailleur KC-135, depuis le Renton Municipal Airport (en), avec les pilotes d'essai Alvin Tex Johnston et Richard Dix Loesch aux commandes.
- 29 juillet : premier vol de l'avion de liaison français Morane-Saulnier MS.760 Paris.

### Août
- 2 août : premier vol libre du banc d'essai Rolls-Royce Thrust Measuring Rig.
- 3 août : Le Nord 1402 Gerfaut piloté par André Turcat devint le premier avion ouest-européen à franchir Mach 1 en léger piqué, sans même la post-combustion.
- 4 août : premier vol du prototype P.1A de l'intercepteur britannique English Electric Lightning.
- 23 août : premier vol de l'avion de transport militaire Lockheed C-130 Hercules.

### Septembre
- 29 septembre : premier vol de l'avion de chasse américain McDonnell F-101 Voodoo.

### Octobre
- 6 octobre : premier vol de l'avion expérimental britannique Fairey Delta 2.
- 17 octobre : l'hélicoptère Sikorsky XH-39 aux mains de Billy I. Wester bat le record du monde d'altitude sans charge utile en atteignant 7 474 m[2].

### Novembre
- 1er novembre : l'US Air Force retire du service tous ses Boeing B-29 Superfortress en version bombardier.
- 2 novembre : première transition du Convair XFY Pogo qui parvient à passer du vol vertical au vol horizontal et inversement.

### Décembre
- 28 décembre : premier vol de l'hélicoptère français Nord N.1750 Norelfe.